# Saint-Hilaire-Bessonies
Pour les articles homonymes, voir Saint-Hilaire.
Saint-Hilaire-Bessonies, également mentionné par Saint-Hilaire-des-Bessonies ou Saint-Hilaire, est une ancienne commune française, située dans le département du Lot et qui a existé jusqu'en 1947.
La commune a été formée à partir de la paroisse Saint-Hilaire et de son annexe "Notre-Dame" des Bessonies.
Par arrêté préfectoral du 13 février 1947, la commune change de dénomination en adoptant Saint-Hilaire suivi par un deuxième arrêté préfectoral du 9 septembre 1947 ou la commune a été supprimée pour créer les deux nouvelles communes de Bessonies et Saint-Hilaire.

## Démographie
| 1793 | 1800 | 1806 | 1821 | 1831 | 1836 | 1841 |
| ---- | ---- | ---- | ---- | ---- | ---- | ---- |
| 629  | 509  | 569  | 713  | 788  | 740  | 699  |

| 1846 | 1851 | 1856 | 1861 | 1866 | 1872 | 1876 |
| ---- | ---- | ---- | ---- | ---- | ---- | ---- |
| 693  | 716  | 716  | 711  | 696  | 665  | 658  |

| 1881 | 1886 | 1891 | 1896 | 1901 | 1906 | 1911 |
| ---- | ---- | ---- | ---- | ---- | ---- | ---- |
| 670  | 703  | 671  | 624  | 678  | 626  | 612  |

| 1921 | 1926 | 1931 | 1936 | 1946 | - | - |
| ---- | ---- | ---- | ---- | ---- | - | - |
| 502  | 469  | 452  | 419  | 436  | - | - |